# 马勒伊 (多尔多涅省)
马勒伊（法語：Mareuil，法語發音：[maʁœj]）是法国多尔多涅省的一个旧市镇，属于农特龙区。2017年，马勒伊与临近的8个市镇合并为新市镇佩里戈尔地区马勒伊，马勒伊为新市镇行政中心。

## 地理
马勒伊（45°27'2"N, 0°27'8"E）面积25.13 平方千米，位于法国新阿基坦大区多爾多涅省，该省份为法国西南部内陆省份，是法國本土面积第三大的省，大致对应佩里戈尔地区，北起顺时针与夏朗德省、上维埃纳省、科雷兹省、洛特省、洛特-加龙省、吉倫特省和滨海夏朗德省接壤。
马勒伊的时区为UTC+01:00、UTC+02:00（夏令时）。

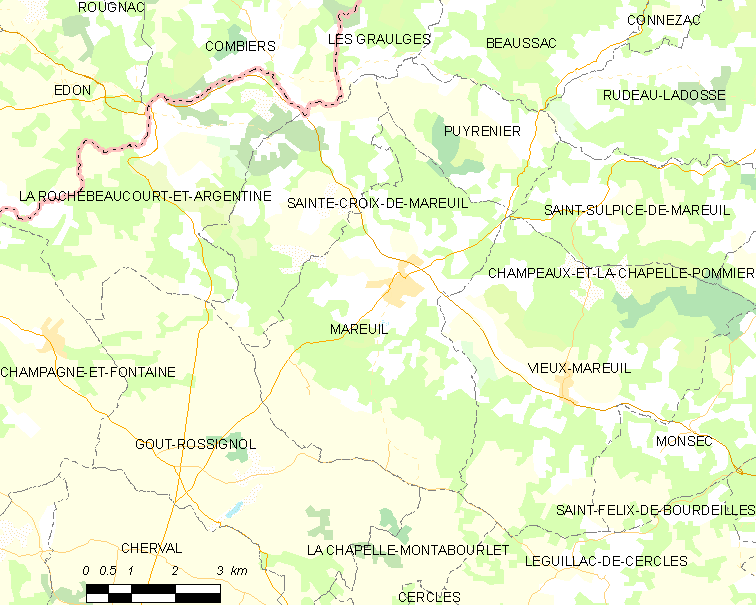
马勒伊的OSM定位图

## 行政
马勒伊的邮政编码为24340，INSEE市镇编码为24253。

## 政治
马勒伊所属的省级选区为佩里戈尔地区布朗托姆县。

## 人口

1962-2008年间马勒伊人口变化图示

马勒伊于2018年1月1日时的人口数量为951人。